# Commarco
Die Commarco GmbH mit Sitz in Hamburg ist eine deutsche Tochtergesellschaft des internationalen Werbekonzerns WPP Group mit Aktivitäten im Bereich Kommunikations- und Marketingdienstleistungen. Neben Scholz & Friends gehören zu der Gruppe des Weiteren die Agenturen Blumberry, Celsius GKK International, Lowe Deutschland, gkk DialogGroup, deepblue networks, RessourcenReich, UV Interactive Entertainment und United Visions.

## Geschichte
Das Unternehmen entstand 2001 als eigenständige Holding nach der Gründung der Werbeagentur Scholz & Friends im Jahr 1981 durch Jürgen Scholz (Kreation), Uwe Lang (Beratung) und Michael Menzel.
1985 verkauften die Gründer die Agentur an das internationale Netzwerk Bates – das im gleichen Jahr wiederum an Saatchi & Saatchi bzw. Cordiant verkauft wurde. Scholz zog sich 1992 aus der Geschäftsleitung zurück.
2003 erwarben ca. 40 Führungskräfte das Eigentum am Unternehmen durch ein Management-Buy-out gemeinsam mit dem Private-Equity-Investor Cognetas. Die Kleinanleger wurden per Squeeze-out abgefunden.
Am 19. April 2011 teilte Commarco mit, dass die WPP-Holding Commarco – nach erfolgreicher kartellrechtlicher Genehmigung – zu einhundert Prozent übernimmt. Über den Kaufpreis haben beide Seiten Stillschweigen vereinbart.